# Миртов, Пётр Алексеевич
Пётр Алексе́евич Ми́ртов (6 [18] июня 1871, Чаадаево, Муромский уезд, Владимирская губерния — 1925, Москва) — священнослужитель Православной российской церкви, митрофорный протоиерей (1915), редактор ведущих церковных журналов, публицист, деятель трезвеннического движения.

## Биография
Родился 6 июня 1871 года в селе Чаадаево, Муромского уезда Владимирской губернии, в семье священника.
В 1885 году по первому разряду окончил Муромское духовное училище, а в 1891 году — Владимирскую духовную семинарию и в том же году назначен на должность надзирателя Муромского духовного училища.
В 1894 году был на должности преподавателя в двухклассной церковно-приходской школе села Орехово Покровского уезда Владимирской губернии.
В 1899 году окончил Киевскую духовную академию со степенью кандидата богословия и в том же году назначен помощником инспектора Екатеринославской духовной семинарии.
В 1900 году назначен помощником инспектора Владимирской духовной семинарии и преподавателем во Владимирском епархиальном женском училище.
С 1901 года законоучитель и настоятель храма святой Марии Магдалины в Николаевском женском училище в Санкт-Петербурге.
Редактор журналов «Отдых христианина» (1903—1917), «Известия по Санкт-Петербургской епархии» (1903—1914), «Воскресный благовест» (1904—1914), «Трезвая жизнь» (1905—1914).
Настоятель храма Воскресения Христова при Обществе распространения религиозно-нравственного просвещения в духе Православной Церкви в Санкт-Петербурге, заведующий Воскресенской библиотекой, одноклассной и воскресной школами, миссионерскими курсами, руководитель Александро-Невского общества трезвости (1905).
Член Братства ревнителей церковного обновления (1906), один из инициаторов создания Общества в память отца Иоанна Кронштадтского (1909), делегат I Всероссийского съезда по борьбе с пьянством (1910) и Всероссийского съезда практических деятелей по борьбе с алкоголизмом (1912), действительный член Императорского православного палестинского общества.
В 1917 году член Союза церковного единения, делегат Всероссийского съезда духовенства и мирян, член Поместного Собора Православной Российской Церкви по избранию как клирик от Петроградской епархии, участвовал во всех трёх сессиях: член Религиозно-просветительного совещания при Соборном совете и Комиссии о гонениях на Православную Церковь, заместитель председателя VIII, член V, VII, XVII, XX отделов, член Соборного совета на 3-й сессии.
С декабря 1917 года заместитель членов Высшего церковного совета.
В 1920 году преподаватель в Петроградском Богословском институте.
Скончался в 1925 году и похоронен на Черкизовском кладбище Москвы, за алтарной частью храма Илии Пророка.

## Награды
- Право ношения набедренника (1903)
- Сан протоиерея (1908)
- Орден Святой Анны II степени (1911)
- Орден Святого Владимира IV степени (1914)
- Право ношения митры (1915)

## Семья
- Отец — Алексей Петрович Миртов, священник. В 1868 году окончил Владимирскую духовную семинарию. С 1870 года — священник села Чаадаево, Муромского уезда.
- Жена — Анна Васильевна

## Сочинения
- Свод и раскрытие терминологии в учении св. Апостола Павла о христианском возрождении // Екатеринославские епархиальные ведомости. 1900. № 27.
- Гоголь как проповедник нравственно-бытового возрождения русского общества под влиянием и руководством Православной Церкви // Екатеринославские епархиальные ведомости. 1902. № 16-17.
- От царской короны к венцу мученицы. Исторический рассказ из эпохи гонения на христиан. СПб., 1903.
- Путь Христов. СПб., 1903.
- Знаменитый древнерусский священник (Очерк жизни и деятельности московского протопопа Сильвестра) // Странник. 1903. № 3-4.
- Светлые дни в Сарове // Отдых христианина. 1903. № 9.
- По поводу событий на Дальнем Востоке // Отдых христианина. 1904. № 4-5.
- В дали веков. СПб., 1905.
- По завету Христову. СПб., 1905.
- Вера и жизнь. СПб., 1905.
- Назианский отшельник. СПб., 1905.
- Отголоски жизни в литературе; Перед дверями жизни; Перед новым Синаем // Отдых христианина. 1905. № 5, 7; 1906. № 6.
- Божьи искры. СПб., 1906.
- Протоиерей Михаил Ильич Соколов (Некролог) // Известия по С.-Петербургской епархии. 1905. № 9/10, 13.
- Путь к вечной славе // Воскресный благовест. 1906. № 37.
- Не выдержал. СПб., 1907 (3-е изд.).
- К вопросу о деятельности Общества распространения религиозно-нравственного просвещения // Церковный голос. 1907. № 5.
- Христос — жизнь ваша; В даль будущего // Воскресный благовест. 1907. № 1, 8.
- Праздник всехристианской радости и благовестия // Воскресный благовест. 1908. № 17.
- Бережливость; Что дал русскому проповедничеству протоиерей Путятин?; Таинство крещения // Отдых христианина. 1908. № 2, 8/9.
- Путь к вечной славе // Церковные ведомости. 1908. № 39.
- Горе имеем сердца; Песнь на праздник церковной школы; Слово о Кресте; Грех и благодать // Церковные ведомости. 1909. № 12, 25-26, 38, 43.
- Жажда спасения; Пасхальная проповедь; Гадаринская культура и ценность человеческой личности; Строительство Божие и человеческое // Церковные ведомости. 1910. № 14, 18, 49-50.
- Священный памятник народной любви к Богу и помазаннику Божию; Проводы деятеля Религиозно-нравственного общества // Известия по Свнкт-Петербургской епархии. 1909. № 8, 18/19.
- Русский богомолец на пути к живоносному гробу Господню. СПб., 1910 (2-е изд.).
- К вопросу о курсе учения о трезвости для ДС; Народное пьянство и современная борьба духовенства за трезвость // Труды первого Всероссийского съезда по борьбе с пьянством. СПб., 1910.
- Дорогой брат!; Вифезда; Терпение и труд все перетрут; Из города в деревню // Трезвая жизнь. 1910. № 5/6, 10-11.
- За детей // Воскресный благовест. 1910. № 26.
- Какой простор! СПб., 1911.
- Священные основы царской власти; Перед новой исторической могилой // Церковные ведомости. 1911. № 21, 38.
- Крестный ход // Известия по Санкт-Петербургской епархии. 1911. № 9.
- Письмо к еп. Кириллу (Смирнову) // Тамбовские епархиальные ведомости. 1911. № 51/52.
- К счастью; Творцы закона // Воскресный благовест. 1911. № 1-3, 24.
- Жизнь томит…; Сон о жизни; Гадаринская культура; Откуда мы?; Перед тайной новой жизни; Источник утешений // Воскресный благовест. 1912. № 9, 18, 24, 25, 27, 30.
- Пастырская совесть пред вопросом о борьбе с алкоголизмом. СПб., 1912.
- Урок любви. СПб., 1912.
- По завету Христову. СПб., 1912 (2-е изд.).
- С пьяных глаз. СПб., 1912 (6-е изд.).
- Подвиг паломничества к Гробу Господню // Сообщения ИППО. 1912. № 1.
- Перед выборами в 4 Государственную думу // Трезвая жизнь. 1912. № 7/8.
- В чем залог многолетия // Трезвая жизнь. 1913. № 6-8.
- Перед вратами вечности. СПб., 1913.
- Соборное начало в жизни Церкви; Источник утешения (Слово в память погибших при Цусиме); Задачи жизни; Пред врагами священно-исторических устоев православно-русской жизни // Церковные ведомости. 1912. № 19-21, 39.
- Путь и смысл человеческой культуры; В чем залог многолетия; Божья милость и царская милость; Пред вратами вечности; Речь на освящении Яслей // Церковные ведомости. 1913. № 22-23, 42, 44, 50.
- Несколько слов и пожеланий по поводу Послания Святейшего Синода о борьбе с пьянством; Царь и народ // Церковные ведомости. 1914. № 31-32.
- Дорогой трезвенник. СПб., 1914 (5-е изд.).
- Без чего нельзя строить лучшую жизнь. СПб., 1914.
- Братский призыв. СПб., 1914.
- Царь и народ. Пг., 1914.
- Слова и речи. Пг., 1914.
- Над морем житейским. Слова, речи и беседы. Пг., 1914.
- На запросы духа (Слова, речи и беседы) // Томские епархиальные ведомости. 1914. Прил..
- Перед Божьей грозой // Отдых христианина. 1914. № 9/10.
- Царские милости; Государственные и церковно-исторические заветы священномученика Ермогена православно-русскому народу; Святитель Николай, Русь Святая и славянство; На свежую могилу великого борца за народную трезвость М. Д. Челышева; Итоги народной трезвости за время настоящей войны; В чем залог величия и несокрушимости России // Отдых христианина. 1915. № 4, 6-11; 1916. № 4.
- О заветах М. В. Ломоносова родному русскому народу. Пг., 1915 (2-е изд.).
- Пастырские беседы на дни святого поста. Пг., 1915.
- Равноапостольный подвиг св. князя Владимира в связи с переживаемыми событиями. Пг., 1915.
- Молитва за умерших; Кто без креста, тот недостоин Христа; Промысел Божий; Борьба с помыслами; Не откладывай // Духовная беседа. 1915. № 7.
- Христос Воскресе! // Родная жизнь. 1915. № 11/12.
- Слово перед открытием Международной выставки протезов // Родная жизнь. 1916. № 40.
- Со скалы церковной; Церковь и свобода // Родная жизнь. 1917. № 9/11 (Отдых христианина. 1917. № 3), 15/16.
- Православные русские люди! Пг., 1916.
- Слово в праздник Воздвижения Честного и Животворящего Креста // Воскресный благовест. 1917. № 36/37.
- К вопросу: Церковь и политика // Всероссийский церковно-общественный вестник. 1917. 25 апреля. № 13.